# Plectromerus pinicola
Plectromerus pinicola är en skalbaggsart som beskrevs av Fernando de Zayas 1975. Plectromerus pinicola ingår i släktet Plectromerus och familjen långhorningar.
Artens utbredningsområde är Kuba. Inga underarter finns listade i Catalogue of Life.